# Lanț montan
Un lanț montan (lanț muntos sau un sistem montan) este o zonă geografică ce conține numeroși munți și vârfuri montane, care au caracteristici comune geologice, geomorfologice și/sau structurale.  Adesea un sistem montan este utilizat pentru a caracteriza mai multe caracteristici geologice care sunt comune local geografic.
Dintr-o altă perspectivă, un lanț muntos este un grup de munți înconjurat de zone mai joase, de zone colinare sau chiar de câmpie.  Munții care formează lanțurile muntoase sunt în general separați de  trecători și râuri. În general, un lanț muntos ocupă o suprafață relativ întinsă și poate avea structuri geologice diferite pe cuprinsul său.

### Clasificare

#### După tipul de formare
Există lanțuri muntoase formate prin interacțiunea plăcilor tectonice, dar și lanțuri muntoase de origine vulcanică.

#### După înălțime
Lanțurile muntoase pot fi clasificate după înălțime astfel,
- lanțuri muntoase de înălțime mică
- lanțuri muntoase de înălțime medie
- lanțuri muntoase de înălțime mare

## Generalități

### Exemplul Carpaților Meridionali

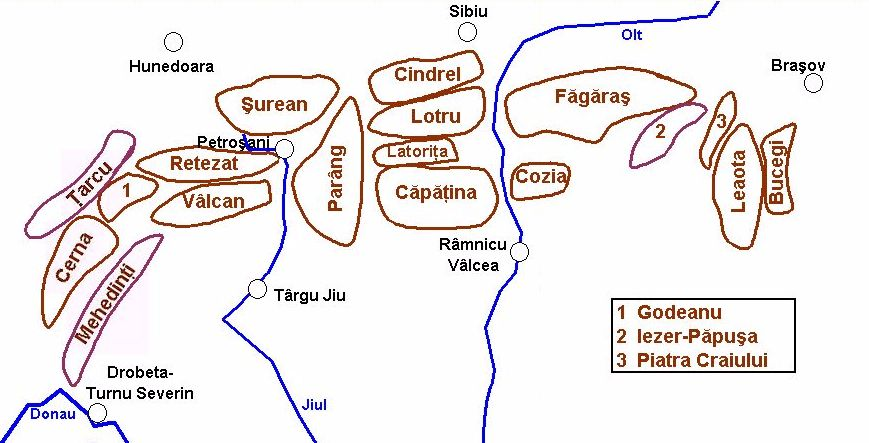
Sub-grupele montane ale Carpaților Meridionali

Separarea munților din cadrul aceluiași lanț montan, care se poate face în diferite moduri, implică adesea și existența mixtă a diverse tipuri de roci, datorată structurii geologice diferite, care - la rândul său - este cauzată de cauze diferite ale orogenezei locului.
Spre exemplificare, în cadrul lungului lanț montan al Carpaților Meridionali, privind de la est la vest, în timp ce Munții Bucegi, prezintă o varietate largă de tipuri de roci, masivul sau Munții Leaota  au mai ales roci de tipul șisturilor cristaline, în timp ce masivul Piatra Craiului este predominant alcătuit din calcar, pentru ca Munții Iezer-Păpușa să fie, din nou, predominant alcătuiți din șisturi cristaline.